# Giacomo Corradi
Giacomo Corradi (Ferrara, 2 de maio de 1602 - Roma, 17 de janeiro de 1666) foi um cardeal do século XVII

## Biografia
Nasceu em Ferrara em 2 de maio de 1602. Filho de Quirino Corradi, ferreiro, e Maria Farolfi (algumas fontes indicam que sua mãe era Maria Francesca Scarabelli). Ele tinha um irmão chamado Paolo.
Apesar da condição modesta da família, ele e seu irmão Paolo, fizeram seus estudos iniciais de gramática e letras no colégio jesuíta; em seguida, prosseguiram e obtiveram o doutorado in utroque iure , direito canônico e civil, na Universidade de Ferrara..
Professor de Direito na Universidade de Ferrara. Exerceu a advocacia em Ferrara por cerca de vinte anos, logo conquistando a reputação de melhor advogado de sua terra natal. Convidado pelo Papa Urbano VIII para ir a Roma em 1642. Clérigo de Ferrara em 25 de novembro de 1642. Auditor da Sagrada Rota Romana. Em 16 de janeiro de 1643, foi apresentado na Sagrada Rota Romana. Posteriormente, ele recebeu as outras ordens menores..
Ordenado (sem mais informações encontradas). Em Roma, continuou a viver de forma bastante simples, abrindo mão até mesmo de um benefício que lhe foi oferecido pelo papa..
Criado cardeal sacerdote no consistório de 19 de fevereiro de 1652; recebeu o gorro vermelho e o título de S. Maria na Traspontina, em 12 de março de 1652..
Eleito bispo de Iesi em 21 de abril de 1653. Consagrado em 1º de maio de 1653, Palácio Quirinale, Roma, pelo cardeal Fabio Chigi, bispo de Imola, coadjuvado por Annibale Bentivoglio, arcebispo titular de Tebe, e por Giovanni Battista Scannaroli, bispo titular de Sídon. Participou do conclave de 1655, que elegeu o Papa Alexandre VII. Datário de Sua Santidade, 10 de abril de 1655. Durante os anos seguintes, ele foi particularmente próximo do novo papa e foi um de seus conselheiros. Renunciou ao governo da sé de Iesi, que nunca havia visitado, antes de 24 de abril de 1656. Durante a peste que assolou Roma em 1657, permaneceu em seu lugar no edifício Datary e a ele se deve a origem do tradicional Missa, celebrada como voto de ação de graças na capela Borghese da Basílica da Libéria, na presença de todos os oficiantes da Datary, no dia da visitação da Virgem, 2 de julho. Camerlengo do Sagrado Colégio dos Cardeais, 15 de janeiro de 1663 até 14 de janeiro de 1664..
Morreu em Roma em 17 de janeiro de 1666, perto das 6 horas da manhã, Villa Mattei, perto de S. Maria in Domnica, Roma. Exposto e enterrado em seu título de S. Maria in Traspontina. Ele deixou sua herança para a igreja de seu título e para o hospital de S. Maria della Consolação..